# Antonijev rov
Antonijev rov je najstarejši ohranjeni vstop v rudnik živega srebra v Idriji in eden najstarejših v Evropi. Poimenovan je bil po sv. Antonu Padovanskem, ki je veljal za jamskega zavetnika in zaščitnika pred nesrečami. Od leta 1994 je urejen za turistične oglede. 
Rudarji so začeli kopati leta 1500, 300 m dolg vstopni rov pa so rudarji uporabljali skorajda 500 let za vstop in izstop iz jame. Prvotno je bil podprt z lesom, leta 1766 pa so ga obzidali z debelimi apnenčevimi bloki. Konec 18. stoletja je bila v jami postavljena kapelica sv. Trojice, nekaj let kasneje pa sta bili dodani še upodobitvi sv. Barbare in sv. Ahaca, ki sta bila zavetnika idrijskih rudarjev. Kapele sicer ne smemo zamenjevati s cerkvijo sv. Trojice, ki leži nad središčem Idrije.
Na Ahacijev dan (22. junij) leta 1994 so jašek odprli za turistične oglede, saj je bil sam rudnik zaprt zaradi padanja cen živega srebra na svetovnem trgu. Obiskovalci pred ogledom obiščejo rekonstruirano prizivnico iz 19. stoletja. V jami je predstavljeno ročno kopanje, nakladanje in prevažanje rude. Predstavljen je tudi jamski škrat Berkmandlc, ki se je po legendi prikazoval rudarjem, jim pomagal ali pa ponagajal. Leta 1995 je bila odprta celotna pot in dokončana obnova podzemne kapele.